# Wereldjamboree

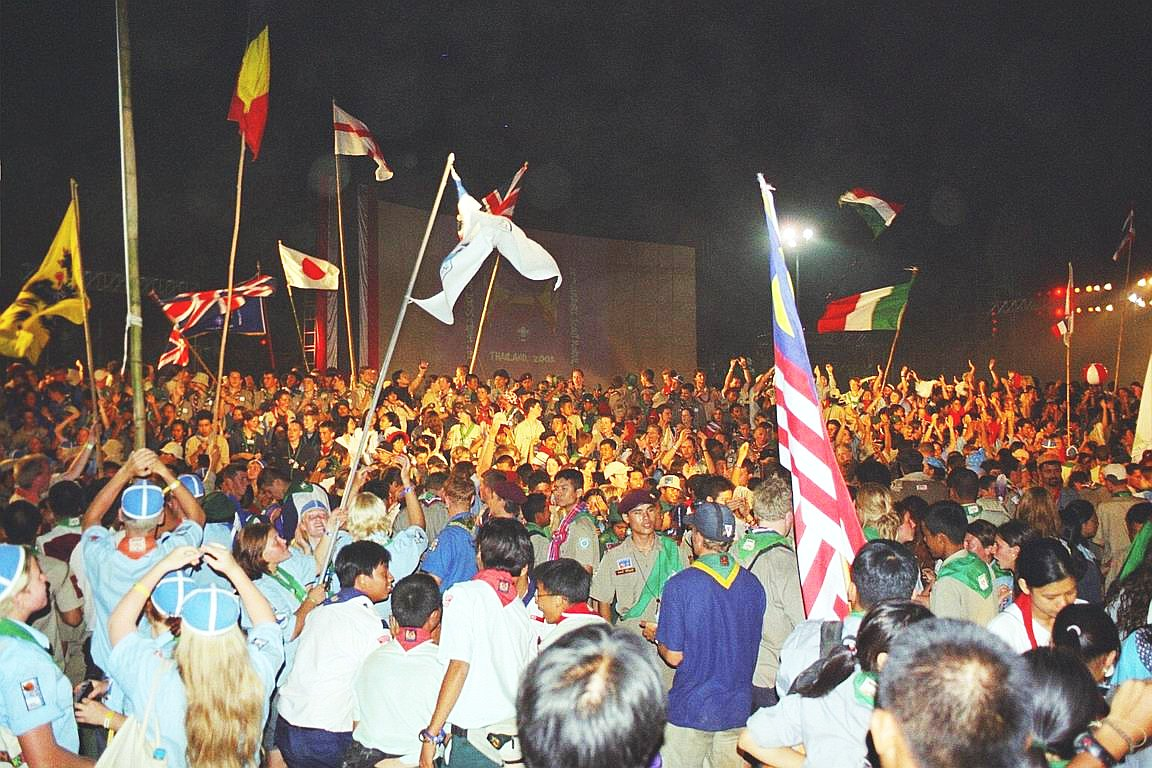
Scouts op de 20e Wereld Jamboree in Thailand

De Wereldjamboree (Engels: World Scout Jamboree, Frans: Jamboree Scout Mondial) is een grote bijeenkomst van scouts in de leeftijd van 14 tot en met 17 jaar uit landen verspreid over de gehele wereld. De Wereldjamboree wordt iedere vier jaar in een ander land gehouden. De eerste Wereldjamboree werd in 1920 gehouden in Londen. De Wereldjamboree werd tweemaal in Nederland gehouden, in 1937 in Vogelenzang (gemeente Bloemendaal) en in 1995 in Biddinghuizen (gemeente Dronten).

## Geschiedenis
Scouting werd op 1 augustus 1907 opgericht door Robert Baden-Powell. Het werd een internationaal succes. Door haar sterke groei zag Baden-Powell een noodzaak voor een bijeenkomst voor scouts van over de hele wereld. Het doel was een wereldwijde broederschap te creëren, en jonge jongens meer te kunnen leren over andere mensen en landen door direct met hen om te gaan.
De plannen voor een eerste Wereldjamboree werden vertraagd door het uitbreken van de Eerste Wereldoorlog in 1914. De eerste Wereldjamboree kon pas in 1920 gehouden worden in de Olympiahallen in Londen. Bij dit evenement waren 8.000 scouts uit 34 landen aanwezig.
Hierna werd de jamboree iedere vier jaar gehouden, met uitzondering van de periode tussen 1937 en 1947, vanwege de Tweede Wereldoorlog en het jaar 1979, toen de bijeenkomst georganiseerd zou worden in Iran, maar afgelast werd vanwege de politieke onrust in die regio. De jamboree is in verschillende landen over de hele wereld gehouden. De eerste zeven jamborees werden in Europa gehouden. De achtste jamboree werd in Noord-Amerika gehouden, waarna de verplaatsing van de jamboree over verschillende landen begon. Het continent Afrika is het enige werelddeel waar de jamboree nog nooit werd gehouden.
Om de afgelaste jamboree van 1979 te vervangen, besloot het Wereld Scouting Comité een alternatief evenement te organiseren: het Wereld-Jamboreejaar. Verschillende regionale kampen vonden plaats, gepaard met talloze Join-in-Jamboree-activiteiten. Deze activiteiten maakten het mogelijk scouts te laten deelnemen aan activiteiten waaraan op hetzelfde moment duizenden andere scouts ook aan deelnamen.
Tot 2019 was de grootste jamboree gehouden in 2011; meer dan 40.000 scouts namen deel aan deze jamboree in Rinkaby, in Zweden. Zij werden vergezeld door honderdduizenden scouts die een dag kwamen kijken op het kamp. Dit record werd verbroken in 2019 toen er 47.000 scouts kwamen naar de jamboree in Noord-Amerika.
De eerste jamboree was te vergelijken met een tentoonstelling van scouting: bezoekers konden zien hoe dingen in andere delen van de wereld werden gedaan. De tweede jamboree werd geleid op een kampbasis en elke volgende jamboree heeft op deze manier een meer op activiteiten georiënteerd programma ontwikkeld, met genoeg tijd voor scouts om elkaars cultuur te leren kennen.
De 21e jamboree werd in 2007 gehouden en viel samen met het eeuwfeest van scouting. Op 1 augustus 2007 hebben alle scouts herdacht dat de oprichter om 8.00 uur plaatselijke tijd het eerste scoutingkamp had geopend. Op deze Wereldjamboree droegen alle scouts een speciale gele groepsdas met een symbool "zonsopgang" en een internationale vlag. Het evenement werd georganiseerd door het Verenigd Koninkrijk: de geboorteplaats van scouting. Ongeveer 40.000 scouts hebben in het Hylands Park in Essex gekampeerd.
De laatste Wereldjamboree werd gehouden in 2023 in Zuid-Korea. Deze jamboree werd geplaagd door een hittegolf en verhuisde op 8 augustus 2023 van het kampeerterrein naar de hoofdstad Seoel wegens de komst van een taifoen om daar op zaterdag 12 augustus 2023 te eindigen.

## Jamborettes
Volgens het concept van de Wereldjamboree worden wereldwijd ook kleinere internationale scoutskampen georganiseerd, de zogenaamde jamborettes. Bekende voorbeelden zijn de Europese EuroJam, de Nederlandse Haarlem Jamborette, de eveneens Nederlandse Nationale Jamboree en de Vlaamse Flamboree.

## Overzicht van jamborees
| Nummer | Jaar      | Organiserend land              | Plaats                                                          | Aantal deelnemende landen           | Aantal deelnemende scouts           | Thema                               |
| ------ | --------- | ------------------------------ | --------------------------------------------------------------- | ----------------------------------- | ----------------------------------- | ----------------------------------- |
| 1      | 1920      | Verenigd Koninkrijk            | Londen                                                          | 34                                  | 8.000                               |                                     |
| 2      | 1924      | Denemarken                     | Kopenhagen                                                      | 32                                  | 5.000                               |                                     |
| 3      | 1929      | Verenigd Koninkrijk            | Birkenhead                                                      | 69                                  | 30.000                              | Coming of Age                       |
| 4      | 1933      | Hongarije                      | Gödöllő                                                         | 33                                  | 25.792                              |                                     |
| 5      | 1937      | Nederland                      | Vogelenzang en Bennebroek                                       | 54                                  | 28.750                              |                                     |
| -      | 1941      | Frankrijk                      |                                                                 | afgelast wegens Tweede Wereldoorlog | afgelast wegens Tweede Wereldoorlog | afgelast wegens Tweede Wereldoorlog |
| 6      | 1947      | Frankrijk                      | Moisson                                                         | 71                                  | 24.152                              | Jamboree of Peace                   |
| 7      | 1951      | Oostenrijk                     | Bad Ischl                                                       | 61                                  | 12.884                              | Jamboree of Simplicity              |
| 8      | 1955      | Canada                         | Niagara-on-the-Lake                                             | 71                                  | 11.139                              | New Horizons                        |
| 9      | 1957      | Verenigd Koninkrijk            | Sutton Coldfield                                                | 82                                  | 31.426                              | 50e verjaardag van scouting         |
| 10     | 1959      | Filipijnen                     | Los Baños                                                       | 44                                  | 12.203                              | Building tomorrow today             |
| 11     | 1963      | Griekenland                    | Marathon                                                        | 89                                  | 11.398                              | Higher and Wider                    |
| 12     | 1967      | Verenigde Staten               | Athol                                                           | 105                                 | 12.011                              | For Friendship                      |
| 13     | 1971      | Japan                          | Fujinomiya                                                      | 87                                  | 23.758                              | For Understanding                   |
| 14     | 1975      | Noorwegen                      | Lillehammer                                                     | 91                                  | 17.259                              | Five fingers one hand               |
| -      | 1979      | Iran                           | Nisjapoer                                                       | afgelast wegens politieke onrust    | afgelast wegens politieke onrust    | afgelast wegens politieke onrust    |
| 15     | 1983      | Canada                         | Calgary                                                         | 106                                 | 14.725                              | The Spirit lives on                 |
| 16     | 1987/1988 | Australië                      | Sydney                                                          | 84                                  | 14.434                              | Bringing the world together         |
| 17     | 1991      | Zuid-Korea                     | Soraksan                                                        | 135                                 | 19.083                              | Many Lands, One World               |
| 18     | 1995      | Nederland                      | Biddinghuizen, Dronten en eiland De Zegge                       | 166                                 | 28.960                              | The future is now                   |
| 19     | 1998/1999 | Chili                          | Picarquin                                                       | 157                                 | 31.534                              | Building peace together             |
| 20     | 2002/2003 | Thailand                       | Sattahip                                                        | 147                                 | 24.000                              | Share our world, share our cultures |
| 21     | 2007      | Verenigd Koninkrijk            | Chelmsford                                                      | 155                                 | 37.868                              | One world, One promise              |
| 22     | 2011      | Zweden                         | Rinkaby                                                         | 146                                 | 40.061                              | Simply Scouting                     |
| 23     | 2015      | Japan                          | Kirara-hama, Yamaguchi                                          | 155                                 | 33.628                              | A spirit of unity                   |
| 24     | 2019      | Verenigde Staten Canada Mexico | The Summit Bechtel Family National Scout Reserve, West Virginia | 124                                 | 41.559                              | Unlock a new world                  |
| 25     | 2023      | Zuid-Korea                     | Saemangeum, Seoel                                               | 158                                 | 43.281                              | Draw your Dream                     |
| 26     | 2027      | Polen                          | Gdańsk                                                          |                                     |                                     | Bravely                             |
| 27     | 2031      | Denemarken                     | Silkeborg                                                       |                                     |                                     | Amplify your Impact                 |